# Albert Wouters
Albert Wouters (* 15. Juli 1964 in Brüssel; † 30. Oktober 2014 in Woluwé-Saint-Lambert) war ein belgischer Fußballspieler.
Der athletische Vorstopper Wouters begann seine Profikarriere 1983 mit 18 Jahren in der ersten Mannschaft von RWD Molenbeek, mit der er Meister der zweiten Liga wurde. Über Royal Francs Borains und La Louvière kam er zur Royale Union Saint-Gilloise, bei der er sieben Jahre lang führender Abwehrspieler war und zwischen 1990 und 1997 insgesamt 151 Ligaspiele in Division zwei und Division drei absolvierte.
Nach seiner aktiven Laufbahn wurde er Trainer; zuletzt betreute Wouters die U-16-Jugend des KV Woluwe-Zaventem.
Er starb am 30. Oktober 2014 mit 50 Jahren an einem Herzinfarkt. Wouters hinterließ seine Frau Aline Grouwels sowie zwei Töchter und zwei Söhne.